# Río Uchusuma
El río Uchusuma es un río andino que nace en Perú, atraviesa el extremo norte de Chile y Bolivia y desemboca en la ribera derecha del río Mauri. Forma parte del sistema endorreico Titicaca-Desaguadero-Poopó-Salar de Coipasa.

## Trayecto
Sobre los orígenes del curso de agua escribe Hans Niemeyer: 86 :
El río Uchusuma se genera de la reunión de las quebradas Murmuntane, Carinta, Jurimani y Tulipifta, en la falda oriental de la cordillera del Barroso, en el sudeste peruano. La primera quebrada nombrada puede considerarse el verdadero antecedente del río y tiene su origen en la falda del cerro Casiri (5700 m). Este formativo como el río Uchusuma mismo, que es su continuación, dirige su curso por 20 km hacia el sureste; aquí empieza a girar hacia el este por 10 km para luego apuntar al noreste por otros 8 km. Describe un arco abierto al norte, toma en seguida y sucesivamente al sudeste, al este y al nordeste hasta juntarse al río Caño que viene del noroeste, en el km 68. Juntos los ríos Caño y Uchusuma recorren 10 km para vaciarse a la margen derecha del río Mauri.
Después de los cauces formativos, el Uchusuma recibe aguas de la Qda. Vilaque por su lado derecho, y casi en el mismo lugar una quebrada sin nombre en el mapa que le cae por el norte. En su km 28 el Uchusuma recibe un breve emisario, solo 3 km de longitud, desde la Laguna Blanca. A pocos kilómetros aguas abajo de Charaña recibe aguas del estero Colpas, que viene desde Chile y cuya quebrada es parcialmente utilizada por el Ferrocarril Arica-La Paz para remontar la cordillera y también recibe, el Colpas, las aguas del río Putani. 
En su kilómetro 64, el Uchusuma recibe por su derecha las aguas del río Caquena o Cosapilla. Finalmente, en su kilómetro 68 recibe las aguas del río Caño, que viene del noroeste, 10 kilómetros antes de entregar ambos sus aguas al río Mauri.
En su trayecto total de 78 km, recorre 40 en Perú, 8 en Chile y 30 en Bolivia.: 86  En su recorrido bordea los poblados de Mecombeoni en Perú, Visviri en Chile y Charaña en Bolivia.

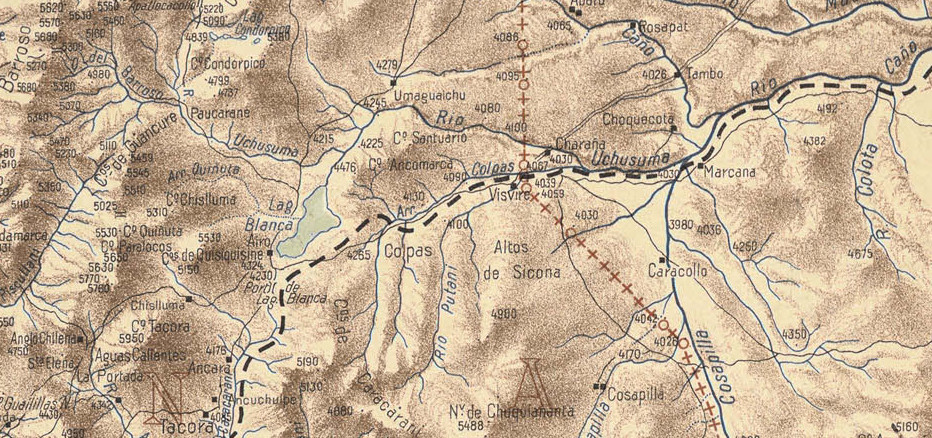
Cuenca del río Uchusuma en un mapa de Luis Risopatrón de 1910, previo al Tratado de límites de 1929. Ver mapa completo.

## Caudal y régimen
No existen antecedentes sobre el caudal del río, pero se supone que su régimen es pluvial con crecidas durante las lluvias estivales de altura.: 88 

## Historia
El río es mencionado en el Tratado de Lima de 1929, en el que Chile cede todos los derechos de la corriente de agua al Perú.
Francisco Solano Asta-Buruaga y Cienfuegos escribió en 1899 en su obra póstuma  Diccionario Geográfico de la República de Chile sobre el río:
Uchusuma.-—Riachuelo que tiene origen al E. del pueblo de Tarata en la línea culminante de los Andes, pero que corre hacia el lado oriental á confluir con el Maure de la república de Bolivia. Es notable porque de él sale, á la altitud de 3,930 metros, el canal de su nombre por medio de un socavón de 730 metros que entra al departamento de Tacna atravesando aquella línea y la sierra de Guaililla, y sigue hacia el O. por quebradas inferiores hasta ir á regar tierras de las inmediaciones de la ciudad de Tacna.

## Sistema endorreico Titicaca-Desaguadero-Poopó-Salar de Coipasa
La Cuenca del río, que comprende 1415 km² sin considerar la de su afluente el río Caquena, limita por el norte con la Cuenca del río Ilave, por el sur con la Cuenca del río Caplina y río Mauri, por el este con el último río mencionado y por el oeste con las Cuencas de los ríos Sama y Locumba.
El río pertenece al Sistema TDPS, una cuenca interior de América del Sur que recoge las aguas del lago Titicaca, las lleva por el río Desaguadero hasta el lago Poopó para, en los tiempos de abundancia de lluvia, llevarlas al lago Coipasa por medio del río Laca Jahuira. 
Por el lado chileno, existen 9 subcuencas divididas en 16 subsubcuencas de ese sistema que están reunidas en las cuencas altiplánicas de Chile del inventario de cuencas de Chile que las reúne bajo el número 010.
- En el extremo norte, las subcuencas 01000 y 01010 de los ríos Caquena (o Cosapilla), Uchusuma y otros, las llevan primero al río Mauri que las entrega al río Desaguadero, desde donde llegan al lago Poopó y luego al lago Coipasa, por el lado este.
- Las subcuencas 01020 y 01021 del río Lauca, que lleva las aguas de las lagunas de Cotacotani directamente al extremo norte del lago Coipasa.
- Más al sur, las subcuencas 01040 al 01044 de los ríos Isluga o Sitani (01041), Todos Santos o Sibaya (01040) y el Cariquima o Grande (01042 y 01043) también las entregan directamente al lago Coipasa, pero por su lado oeste.

Hidrográficamente la cuenca del río Uchusuma se ha delimitado en Perú y Bolivia en 5 Subcuencas Principales, 3 de las cuales son Subcuencas tributarias:
- Quebrada Carini;
- Quebrada Uncalluta;
- laguna Blanca.[1]